# Acanthocercus
Acanthocercus ist eine 14 Arten umfassende Gattung von kammlosen Agamen, die auf beiden Seiten des Roten Meeres von der Arabischen Halbinsel bis Südafrika vorkommen.

## Merkmale
Obwohl sie mit einer Gesamtlänge von 77 bis 133 mm und einem Gewicht von 15,1 bis 82 g viel größer und etwas robuster als durchschnittliche Agamen sind, zeigen sie die für Agamen typische Hautfärbung und Stacheligkeit. Ihr ontogenetisches Körperlängenspektrum gehört zu den größten innerhalb der Familie Agamidae, was auf ungewöhnlich kleine Jungtiere hinweist. Sie unterscheiden sich von den meisten Agamen durch ihre zerbrechlichen Schwänze. Mehrere Arten haben Sekretporen. Von drei Arten ist bekannt, dass sie eine saisonabhängige Hautfärbung und eine fortgeschrittene Farbveränderung aufweisen. Männchen sind in der Regel größer als die Weibchen und sie haben große, schwere Köpfe. Die Interparietalschuppen sind nicht größer als die angrenzenden Kopfschuppen. Die Dorsalschuppen sind uneinheitlich mit einem breiten Vertebralband von vergrößerten stacheligen Schuppen.

## Lebensweise
Die meisten Arten sind tagaktive, bodenbewohnende Echsen, der Rest sind am Boden jagende baumbewohnende Echsen. Acanthocercus-Arten gehen in Bodennähe oder auf dem Boden, oft in der Nähe von Steinhaufen, auf Nahrungssuche und ernähren sich von wirbellosen Tieren, insbesondere Insekten. Die Art Acanthocercus annectans ist ungewöhnlich, da sie in hierarchischen Gruppen lebt, was vielleicht auf die hohe Anzahl ihrer obligaten Steinhaufen zurückzuführen ist. Ihr dominierender Lebensraum befindet sich in größeren Höhenlagen. Viele Arten tolerieren von Menschen gestörte Lebensräume, sie sind jedoch nicht in litoralen oder sandigen Gebieten zu finden. Acanthocercus atricollis erreicht eine Lebenserwartung von 10 Jahren.

## Systematik und Nomenklatur
Die Gattung wurde 1843 von Leopold Fitzinger basierend auf der Typusart Stellio cyanogaster aufgestellt. Acanthocercus ist wahrscheinlich eine Schwestergruppe der monotypischen Gattung Pseudotrapelus. Zusammengenommen bilden diese beiden Gattungen ein Schwestertaxon zur Gattung Trapelus. Der Gattungsname setzt sich aus den altgriechischen Wörtern ἄκανθος (ákanthos) für Stachel und κέρκος (kérkos) für Schwanz zusammen.

## Arten und ihre Verbreitung
Es werden folgende Arten unterschieden:
- Acanthocercus adramitanus. Verbreitung: Oman, Jemen, südwestliches Saudi-Arabien
- Acanthocercus annectans. Verbreitung: Äthiopien, Kenia, Somalia, Dschibuti
- Acanthocercus atricollis. Verbreitung: Südafrika, Eswatini, Botswana, Simbabwe, Malawi, Mosambik
- Acanthocercus branchi. Verbreitung: Sambia
- Acanthocercus cyanocephalus. Verbreitung: Angola, Nord-Namibia, nordwestliches Sambia, südöstliche Demokratische Republik Kongo
- Acanthocercus cyanogaster. Verbreitung: Äthiopien, Eritrea, Somalia
- Acanthocercus gregorii. Verbreitung: Kenia (wird manchmal als Unterart von Acanthocercus atricollis angesehen)
- Acanthocercus guentherpetersi. Verbreitung: Äthiopien
- Acanthocercus kiwuensis. Verbreitung: Demokratische Republik Kongo (wird manchmal als Unterart von Acanthocercus atricollis angesehen)
- Acanthocercus margaritae. Verbreitung: Angola, Namibia
- Acanthocercus minutus. Verbreitung: Äthiopien, Kenia (wird manchmal als Unterart von Acanthocercus atricollis angesehen)
- Acanthocercus phillipsii. Verbreitung: Eritrea, Äthiopien, Nordwest-Somalia
- Acanthocercus ugandaensis. Verbreitung: Uganda, Tansania (wird manchmal als Unterart von Acanthocercus atricollis angesehen)
- Acanthocercus yemenensis. Verbreitung: Nord-Jemen, Saudi-Arabien